# プラチナハーケン1980
『プラチナハーケン1980』（プラチナハーケン イチキュウハチゼロ）は海堂尊の長編小説。『小説現代』（講談社）2024年4月号、5・6月合併号、7月号に連載され、同年7月3日に単行本が刊行された。

## 概要
1980年、1984 - 1985年の東城大学医学部付属病院を舞台に、若き日の渡海征司郎が「オペ室の悪魔」と呼ばれるに至るまでの経緯が描かれた『ブラックペアン1988』、『ブレイズメス1990』、『スリジエセンター1991』からなるブラックペアン・シリーズ「バブル三部作」の前日譚。

## あらすじ
1980年6月、東城大学医学部総合外科の入局3年目の若き医局員・渡海征司郎は佐伯教授に食道がん手術の術者に抜擢される。彼は周囲の医局員の反感を買いながらも高度な手術を成功させる。それから4年後の1984年、渡海は佐伯の名代で初めての国際学会での発表にオランダへ渡り、意外な人物たちと出会う。

## 登場人物
物語の始まる1980年時点での設定。

### 東城大学医学部付属病院
渡海 征司郎
総合外科学教室3年目の研修医。極北大医学部出身。佐伯を「親父」と呼び慕う良好な関係。
佐伯 清剛
病院改革を目指す総合外科学教室の教授。食道がん手術の術者に渡海を抜擢する。
高野 良夫
総合外科学教室の助教授。
黒崎 誠一郎
総合外科学教室の医局長。講師。
木村 京介
総合外科学教室の助手。
小室 涼太
総合外科学教室の助手。
垣谷 雄次
総合外科学教室の入局1年目の研修医。東城大学サッカー部OB。
大林 与一
初代の総合外科学教室教授。外科手術の技量の低くさを問題視されていた。
真行寺 龍太郎
2代目の総合外科学教室教授。大林の技量の低さを補うため市民病院から招聘され、その後、教授に就任している。
渡海 一郎
第一内科学教室の元医局員。征司郎の父。
神林 三郎
第一内科学教室の教授。一郎の元上司。

### 碧翠院桜宮病院
桜宮 巌雄
院長。佐伯と盟友関係で、彼から紹介された渡海をアルバイトで受け入れる。

### モナコ公国
天城 雪彦
モンテカルロ・ハートセンターの心臓外科医。オランダの学会で発表予定だったが急遽キャンセルする。

## 書籍情報
- ハードカバー：2024年7月3日発売、講談社、ISBN 978-4-06-535811-5